# Bugs Bunny Builders
Bugs Bunny Builders (Bugs y sus amigos a la obra en Hispanoamérica y Bugs Bunny: ¡Manos a la obra! en España) es una serie de televisión animada estadounidense producida por Warner Bros. Animation basada en los personajes de Looney Tunes. Es el segundo programa preescolar de la franquicia Looney Tunes, tras Baby Looney Tunes en 2002.
La serie se estrenó el 25 de julio de 2022 en Cartoon Network en su bloque preescolar Cartoonito y al día siguiente en HBO Max. En Latinoamérica su estreno se realizó el 7 de noviembre de 2022 en el canal preescolar Cartoonito.

## Trama
Los Constructores Looney, dirigidos por Bugs Bunny, ayudan a sus amigos y vecinos en la ciudad de Looneyburg. Trabajando en equipo, Lola Bunny, el Pato Lucas, Porky Pig, Piolín y otros utilizan sus herramientas y vehículos salvajes para llevar a cabo algunos de los trabajos de construcción más locos de la historia.

## Reparto de voces
- Eric Bauza como Bugs Bunny, Pato Lucas, Piolín, Marvin el Marciano
- Chandni Parekh como Lola Bunny
- Bob Bergen como Porky Pig, Cecil Turtle
- Jeff Bergman como Silvestre, Gallo Claudio
- Alex Cazares como Petunia Pig
- Fred Tatasciore como Taz, Gossamer
- Keith Ferguson como Wile E. Coyote
- Debi Derryberry como Hippety Hopper y Pouncy (acreditado como Looney Kangaroo Kid y Looney Cat Kid)
- Dawson Griffin como Sniffles
- Andrew Morgado como George P. Mandrake
- Candi Milo como Pauleen Pingüino, Gertie Ratón
- Max Mittelman y Noshir Dalal (respectivamente) como Mac y Tosh Gopher
- Charlie Townstead como Bizzy Buzzard
- Zehra Fazal como Brenda Buzzard
- David Shaughnessy como Hoots Talon
- Kari Wahlgren como Ruthie Mouse
- Ben Diskin como Tibs Ardilla
- Frank Todaro como Hector el Bulldog
- Nika Futterman como Billy Featherbottom

## Episodios

### Temporada 1 (2022-2023)
| No. serie | No. temp. | Título                                                | Estreno Original         | Estreno Latinoamérica                                             | Cód. Prod. | Audiencia (millones) |
| --- | --------- | ----------------------------------------------------- | ------------------------ | ----------------------------------------------------------------- | ---------- | -------------------- |
| 1 | 1         | «Splash Zone» «Zona de splash (LA)»                   | 25 de julio de 2022      | 7 de noviembre de 2023 (Cartoonito)12 de noviembre de 2023 (CN)   | 101        | N/A                  |
| El alcalde Gallo Claudio contrata a los Constructores Looney para construir un tobogán gigante para el parque acuático de Looneyburg. Sigue añadiendo cosas al diseño con la ayuda de Bugs hasta que surgen problemas.                                                             |           |                                                       |                          |                                                                   |            |                      |
| 2 | 2         | «Ice Creamed» «Helado cremoso (LA)»                   | 25 de julio de 2022      | 7 de noviembre de 2022 (Cartoonito)12 de noviembre de 2022 (CN)   | 102        | N/A                  |
| Es el cumpleaños de Taz, así que los Constructores Looney le construyen un enorme helado. Porky se preocupa de cometer un error y retrasa la construcción haciendo que el helado comience a derretirse.                                                                            |           |                                                       |                          |                                                                   |            |                      |
| 3 | 3         | «Race Track Race» «Carrera en pista de carreras (LA)» | 25 de julio de 2022      | 7 de noviembre de 2022 (Cartoonito)13 de noviembre de 2022 (CN)   | 103        | 0.132                |
| Los Constructores Looney corren contrarreloj para construirle a Cecil Turtle una nueva pista de carreras. Lucas se deja llevar por su propio deseo de correr y cambia parte de la construcción.                                                                                    |           |                                                       |                          |                                                                   |            |                      |
| 4 | 4         | «Dino Fright» «Dino-miedo (LA)»                       | 25 de julio de 2022      | 7 de noviembre de 2022 (Cartoonito)13 de noviembre de 2022 (CN)   | 104        | N/A                  |
| George P. Mandrake contrata a los Constructores Looney para construir un fósil de T. Rex. El trabajo de Piolín es colocar los huesos con su grúa, pero su miedo al gran dinosaurio afecta a su capacidad para hacer el trabajo.                                                    |           |                                                       |                          |                                                                   |            |                      |
| 5 | 5         | «Snow Cap» «La casa de hielo (LA)»                    | 25 de julio de 2022      | 7 de noviembre de 2022 (Cartoonito)13 de noviembre de 2022 (CN)   | 105        | 0.091                |
| Pauleen Penguin contrata a los Constructores Looney para que le construyan una casa en Looneyburg. Lola pronto descubre que se equivocaron en el diseño y el equipo tiene que hacer ajustes.                                                                                       |           |                                                       |                          |                                                                   |            |                      |
| 6 | 6         | «Tweety-Go-Round» «Piolín da la vuelta (LA)»          | 25 de julio de 2022      | 7 de noviembre de 2022 (Cartoonito)19 de noviembre de 2022- (CN)  | 106        | 0.106                |
| Piolín dirige a los Constructores Looney en la construcción de un nuevo tiovivo en el parque para los niños. Su grúa se estropea y su pequeño tamaño afecta a su capacidad para contribuir a la construcción.                                                                      |           |                                                       |                          |                                                                   |            |                      |
| 7 | 7         | «Smash House» «La casa de Taz (LA)»                   | 25 de julio de 2022      | 7 de noviembre de 2022 (Cartoonito)20 de noviembre de 2022 (CN)   | 107        | 0.068                |
| Los Constructores Looney se enteran de que Taz ha destruido accidentalmente su casa, así que se disponen a construirle una nueva a prueba de golpes. |           |                                                       |                          |                                                                   |            |                      |
| 8 | 8         | «Play Day» «Día de juego (LA)»                        | 25 de julio de 2022      | 11 de noviembre de 2022 (Cartoonito)20 de noviembre de 2022 (CN)  | 108        | N/A                  |
| Cuando los Constructores Looney se construyen un parque infantil, Lucas se entusiasma tanto con su sección que se queda con todos los materiales. |           |                                                       |                          |                                                                   |            |                      |
| 9 | 9         | «Rock On» «Rockeando (LA)»                            | 26 de septiembre de 2022 | 7 de noviembre de 2022 (Cartoonito)12 de noviembre de 2022 (CN)   | 109        | N/A                  |
| Los Constructores Looney son contratados por Mac y Tosh Gopher para construirles una casa bajo tierra. Lucas no puede retirar las rocas de la zona lo bastante rápido y no llega a pedir ayuda.                                                                                    |           |                                                       |                          |                                                                   |            |                      |
| 10 | 10        | «Buzz In» «Buitres (LA)»                              | 27 de septiembre de 2022 | 14 de noviembre de 2022 (Cartoonito)19 de noviembre de 2022- (CN) | 110        | N/A                  |
| La madre de Bizzy Buzzard contrata a los Constructores Looney para que construyan un nuevo nido para su familia. Bizzy quiere ayudar, pero no para de meterse en medio y acaba creando todo tipo de problemas al equipo.                                                           |           |                                                       |                          |                                                                   |            |                      |
| 11 | 11        | «Stories» «Historias (LA)»                            | 28 de septiembre de 2022 | —                                                                 | 111        | N/A                  |
| Los Constructores Looney son contratados por Hoots Talon para ampliar y pintar la vieja biblioteca. Contratan al maestro pintor Silvestre, que se enfrenta a su miedo a las alturas con su compañero de construcción, Piolín.                                                      |           |                                                       |                          |                                                                   |            |                      |
| 12 | 12        | «Cheesy Peasy» «Pan con queso (LA)»                   | 29 de septiembre de 2022 | —                                                                 | 112        | N/A                  |
| Los Constructores Looney son contratados por las Hermanas Ratón para construir un puente sobre un vertido de macarrones con queso. Lola convierte el trabajo en un juego que hace que el equipo pierda de vista el objetivo principal.                                             |           |                                                       |                          |                                                                   |            |                      |
| 13 | 13        | «Looney Science» «Ciencia Looney (LA)»                | 30 de septiembre de 2022 | —                                                                 | 113        | N/A                  |
| Los Constructores Looney construyen un museo de la ciencia en el desierto donde Wile E. Coyote se distrae con el Correcaminos. |           |                                                       |                          |                                                                   |            |                      |
| 14 | 14        | «Big Feet» «Pie Grande (LA)»                          | 31 de octubre de 2022    | —                                                                 | 114        | 0.086                |
| El alcalde Gallo Claudio contrata a los Constructores Looney para construir una noria en el bosque donde Porky se preocupa por una criatura mítica llamada "Pies Grandes". |           |                                                       |                          |                                                                   |            |                      |
| 15 | 15        | «Squirreled Away» «Almacenando (LA)»                  | 1 de noviembre de 2022   | —                                                                 | 115        | N/A                  |
| Los Constructores Looney construyen a la Ardilla Tibs un armario en su árbol, pero en él no caben todas las cosas de Tibs y él no quiere deshacerse de nada. |           |                                                       |                          |                                                                   |            |                      |
| 16 | 16        | «Beach Battle» «Batalla en la playa (LA)»             | 2 de noviembre de 2022   | —                                                                 | 116        | N/A                  |
| Cuando los Constructores Looney se presentan a un concurso de construcción de castillos de arena, Piolín ve la competencia y pierde la confianza en su idea. |           |                                                       |                          |                                                                   |            |                      |
| 17 | 17        | «Game Time» «Tiempo de jugar (LA)»                    | 3 de noviembre de 2022   | —                                                                 | 117        | N/A                  |
| El Chef Héctor contrata a los Constructores Looney para que le construyan una hamburguesería, pero Lucas está tan concentrado en ganar a su juego portátil que provoca grandes contratiempos.                                                                                      |           |                                                       |                          |                                                                   |            |                      |
| 18 | 18        | «Soup Up» «Sopa (LA)»                                 | 4 de noviembre de 2022   | —                                                                 | 118        | N/A                  |
| Mientras los Constructores Looney ayudan a Petunia a construir un invernadero, ella no puede esperar a que crezcan las verduras y hace todo lo posible para acelerar el proceso.                                                                                                   |           |                                                       |                          |                                                                   |            |                      |
| 1920 | 1920      | «Looneyburg Lights» «Luces de Looneyburg (LA)»        | 5 de diciembre de 2022   | 19 de diciembre de 2022 (Cartoonito)17 de diciembre de 2022 (CN)  | 119        | N/A                  |
| Los Constructores Looney se preparan para celebrar un gran festival de luces navideñas en el parque de Looneyburg cuando una inesperada tormenta de nieve impide a los habitantes de Looneyburg asistir, por lo que tienen que idear un plan para evitar que se cancele el evento. |           |                                                       |                          |                                                                   |            |                      |
| 21 | 21        | «Blast Off» «Despegue (LA)»                           | 17 de abril de 2023      | —                                                                 | TBA        | 0.063                |
| Cuando Marvin el Marciano se estrella en Looneyburg, tiene prisa por marcharse y contrata a los Constructores Looney para que le construyan una nave espacial. |           |                                                       |                          |                                                                   |            |                      |
| 22 | 22        | «K-9: Space Puppy» «K-9: Cachorro del espacio (LA)»   | 17 de abril de 2023      | —                                                                 | TBA        | TBD                  |
| Marvin el Marciano contrata a los Constructores Looney para que construyan una caseta de perro en Marte para su cachorro, K-9. Lucas no tarda en estrechar lazos con K-9 e idea un plan para prolongar su tiempo de juego.                                                         |           |                                                       |                          |                                                                   |            |                      |
| 23 | 23        | «Cousin Billy» «La prima Billy (LA)»                  | 17 de abril de 2023      | —                                                                 | TBA        | TBD                  |
| Cuando Billy, la prima guay de Lucas, contrata a los Constructores Looney para que le construyan un estudio de arte, Lucas intenta lucirse para demostrar lo guay que es. |           |                                                       |                          |                                                                   |            |                      |
| 24 | 24        | «Cheddar Days» «Días de queso (LA)»                   | 17 de abril de 2023      | —                                                                 | TBA        | TBD                  |
| Las Hermanas Ratón contratan a los Constructores Looney para construir una cafetería de queso con un mural de Silvestre, que tiene un mal día. |           |                                                       |                          |                                                                   |            |                      |
| 25 | 25        | «Taz Recycle» «Taz reciclando (LA)»                   | 17 de abril de 2023      | —                                                                 | TBA        | 0.070                |
| Cuando los Constructores Looney le construyen a Taz un vehículo bola de demolición, éste se esfuerza por aprender a manejarlo. |           |                                                       |                          |                                                                   |            |                      |

### Temporada 2 (2024-presente)
| No. serie | No. temp. | Título                                              | Estreno Original    | Estreno Latinoamérica                                        | Cód. Prod. | Audiencia (millones) |
| --------- | --------- | --------------------------------------------------- | ------------------- | ------------------------------------------------------------ | ---------- | -------------------- |
| 41        | 1         | «Los conejitos de pascua (LA)» «The Easter Bunnies» | 25 de marzo de 2024 | 12 de febrero de 2024 (Cartoonito)12 de febrero de 2024 (CN) | 201        | N/A                  |
| 42        | 2         | «Junior (LA)» «Junior»                              | 26 de marzo de 2024 | 1 de abril de 2024 (Cartoonito)6 de abril de 2024 (CN)       | 202        | N/A                  |
| 43        | 3         | «Luna Looney (LA)» «Looney Moon»                    | 27 de marzo de 2024 | 2024 (Cartoonito)2024 (CN)                                   | 203        | N/A                  |
| 44        | 4         | «Campamento Con Estilo (LA)» «Glamp Out»            | 28 de marzo de 2024 | 2024 (Cartoonito)2024 (CN)                                   | 204        | N/A                  |
| 45        | 5         | «Espacio Exterior (LA)» «Outer Space»               | 29 de marzo de 2024 | 2024 (Cartoonito)2024 (CN)                                   | 205        | N/A                  |